# Stylophora
A Stylophora a virágállatok (Anthozoa) osztályának kőkorallok (Scleractinia) rendjébe, ezen belül a Pocilloporidae családjába tartozó nem.

## Rendszerezés
A nembe az alábbi 8 faj tartozik:
- Stylophora danae Milne Edwards & Haime, 1850
- Stylophora erythraea Von Marenzeller, 1907
- Stylophora kuehlmanni Scheer & Pillai, 1983
- Stylophora madagascarensis Veron, 2000
- Stylophora mamillata Scheer & Pillai, 1983
- Stylophora pistillata Esper, 1797 - típusfaj
- Stylophora subseriata (Ehrenberg, 1834)
- Stylophora wellsi Scheer, 1964

Az alábbi taxonok, csak nomen dubium, azaz „kétséges név” szinten szerepelnek:
- †Stylophora contorta (Leymerie, 1846)
- †Stylophora costulata Milne Edwards, 1857
- Stylophora ehrenbergi Milne Edwards & Haime, 1850
- Stylophora flabellata Quelch, 1886
- Stylophora gradata Dana, 1846
- †Stylophora raristella (Defrance, 1826)
- †Stylophora rugosa (d'Archiac, 1847)